# Paul A. Rothchild
Paul A. Rothchild, född 18 april 1935 i Brooklyn i New York, död 30 mars 1995 i Hollywood, var en amerikansk skivproducent under 1960- och 1970-talen, mest känd som producent för The Doors och tidiga The Paul Butterfield Blues Band.

## Album producerade av Rothchild
- Tom Paxton - Ramblin' Boy (1964)
- Phil Ochs - All the News That's Fit to Sing (1964)
- Koerner, Ray & Glover - Lots More Blues, Rags and Hollers (1964)
- Phil Ochs - I Ain't Marching Anymore (1965)
- Koerner, Ray & Glover - The Return of Koerner, Ray & Glover (1965)
- The Paul Butterfield Blues Band - The Paul Butterfield Blues Band (1965)
- The Paul Butterfield Blues Band - East-West (1966)
- Tim Buckley - Tim Buckley (1966)
- Love - Da Capo (1967)
- The Doors - The Doors (1967)
- Clear Light - Clear Light (1967)
- The Doors - Strange Days (1967)
- The Doors - Waiting for the Sun (1968)
- Joni Mitchell - Clouds (1969)
- The Doors - The Soft Parade (1969)
- John Sebastian - John B. Sebastian (1970)
- The Doors -  Morrison Hotel (1970)
- Janis Joplin - Pearl (1971)
- The Doors - L.A. Woman (1971)
- The Everly Brothers - Stories We Could Tell (1972)
- Freddie Hubbard - High Energy (1974)
- Bonnie Raitt - Home Plate (1975)
- Outlaws - Outlaws (1975)
- Outlaws - Lady in Waiting (1976)
- Bonnie Raitt - Sweet Forgiveness (1977)
- Bette Midler - The Rose (1979)